# Ignit
Ignit (en rus: Игнит) és un poble de l'óblast d'Irkutsk, a Rússia, que en el cens del 2010 no tenia cap habitant.